# 定远镇
定远镇，是中华人民共和国甘肃省兰州市榆中县下辖的一个乡镇级行政单位。

## 行政区划
定远镇下辖以下地区：
歇家咀村、董家湾村、定远村、张老营村、蒋家营村、猪咀岭村、安家营村、邓家营村、陈家沟村、矿湾村、水岔沟村和转嘴子村。